# Piré-Chancé
Piré-Chancé ist eine französische Gemeinde mit 3.177 Einwohnern (Stand: 1. Januar 2022) im Département Ille-et-Vilaine in der Region Bretagne. Sie gehört zum Arrondissement Rennes und zum Kanton Châteaugiron. 
Sie entstand als Commune nouvelle mit Wirkung vom 1. Januar 2019 durch die Zusammenlegung der bisherigen Gemeinden Chancé und Piré-sur-Seiche, die in der neuen Gemeinde den Status einer Commune déléguée haben. Der Verwaltungssitz befindet sich im Ort Piré-sur-Seiche.

## Geographie
Die Gemeinde liegt rund 22 Kilometer südöstlich von Rennes. Das Gemeindegebiet wird von den Flüssen Seiche und Quincampoix tangiert.

### Nachbargemeinden
Nachbargemeinden sind Domagné und Louvigné-de-Bais im Norden, Bais und Moulins im Osten, Boistrudan, Essé und Janzé im Süden, Amanlis im Westen sowie Châteaugiron mit Saint-Aubin-du-Pavail im Nordwesten.

### Gliederung
| Ortsteil                            | ehemaliger INSEE-Code | Fläche (km²) | Einwohnerzahl zum 1. Januar 2022 |
| ----------------------------------- | --------------------- | ------------ | -------------------------------- |
| Chancé                              | 35053                 | 05,22        | .0322                            |
| Piré-sur-Seiche (Verwaltungssitz)00 | 35220                 | 36,34        | 2.855                            |